# 方镜淇
方镜淇（1993年1月17日—）是一名中国足球运动员，司职门将，目前效力于中超联赛球队天津津门虎。

## 早年生活
方镜淇从小学开始踢球，10岁时来到深圳参加专业训练，但仅过半年便因思乡回到贵阳。2004年与王睿随教练袁弋前往广西金嗓子青少年俱乐部，后因贵州智诚队的组建而返回。2006年因为年龄较小，经教练介绍前往东莞踢球。

## 职业生涯

### 国家队
2011年城运会，方镜淇代表的广州队获得第二，赛后国青队门将教练哈威找到了方镜淇，之后遍邀其参加当年12月的集训。后于2012年6月正式进入国青队，并曾代表中国参加了亚洲青年足球锦标赛。